# Curling op de Olympische Winterspelen 2018 (kwalificatie)
De kwalificatie voor het curling op de Olympische Winterspelen 2018 vond plaats op basis van voorgaande twee wereldkampioenschappen en bij de mannen en vrouwen waren er op een kwalificatietoernooi nog twee plaatsen te verdienen. Zuid Korea mocht als gastland aan alle drie de onderdelen deelnemen.

## Tijdlijn
| Toernooi                                       | Datum         | Plaats        |
| ---------------------------------------------- | ------------- | ------------- |
| Wereldkampioenschap curling vrouwen 2016       | 19–27 maart   | Swift Current |
| Wereldkampioenschap curling mannen 2016        | 2–10 april    | Bazel         |
| Wereldkampioenschap curling gemengddubbel 2016 | 16–23 april   | Karlstad      |
| Wereldkampioenschap curling vrouwen 2017       | 18–26 maart   | Peking        |
| Wereldkampioenschap curling mannen 2017        | 1–9 april     | Edmonton      |
| Wereldkampioenschap curling gemengddubbel 2017 | 22–29 april   | Lethbridge    |
| Olympisch kwalificatietoernooi                 | 5–10 december | Pilsen        |

## Kwalificatiesysteem
Kwalificatie voor curlingwedstrijden op de Olympische Winterspelen is mogelijk via twee methodes. Landen kunnen zich kwalificeren via de wereldkampioenschappen curling in 2016 en 2017. Daarnaast kunnen landen zich kwalificeren via een olympisch kwalificatietoernooi in december 2017. Zeven landen kwalificeren zich via de punten die behaald kunnen worden op de wereldkampioenschappen, terwijl twee landen zich kwalificeren via het olympisch kwalificatietoernooi (landen die deelnamen aan de wereldkampioenschappen van 2014 en/of 2015 en geen punten scoorden zijn eveneens startgerechtigd voor dit toernooi). Het gastland, Zuid-Korea, is direct gekwalificeerd. Zodoende nemen er tien landen deel per sekse. Voor het gemengddubbeltoernooi kwalificeren zich de beste zeven landen van de wereldkampioenschappen van 2016 en 2017; gastland Zuid-Korea maakt het deelnemersveld van acht landen vol.

### Punten
De kwalificatiepunten worden verdeeld op basis van de eindstanden van de wereldkampioenschappen. De punten worden als volgt verdeeld:
| Final rank | 1  | 2  | 3  | 4 | 5 | 6 | 7 | 8 | 9 | 10 | 11 | 12 |
| Points     | 14 | 12 | 10 | 9 | 8 | 7 | 6 | 5 | 4 | 3  | 2  | 1  |

Noot: Schotland, Engeland en Wales nemen onafhankelijk van elkaar deel aan de wereldkampioenschappen. Op basis van een overeenkomst tussen de drie landen, kan alleen Schotland kwalificatiepunten scoren voor Groot-Brittannië.

## Mannen

### Wereldkampioenschappen
| Legenda | Legenda                |
| ------- | ---------------------- |
|         | Gekwalificeerde landen |

| Rang | Land                           | 2016 | 2017 | Totaal |
| ---- | ------------------------------ | ---- | ---- | ------ |
| 1    | Canada                         | 14   | 14   | 28     |
| 2    | Zweden                         | 7    | 12   | 19     |
| 3    | Verenigde Staten               | 10   | 9    | 19     |
| 4    | Japan                          | 9    | 6    | 15     |
| 5    | Zwitserland                    | 4    | 10   | 14     |
| 6    | Groot-Brittannië               | 6    | 7    | 13     |
| 7    | Noorwegen                      | 8    | 5    | 13     |
| 8    | Denemarken                     | 12   | 0    | 12     |
| 9    | China                          | 0    | 8    | 8      |
| 10   | Finland                        | 5    | 0    | 5      |
| 11   | Italië                         | 0    | 4    | 4      |
| 12   | Duitsland                      | 1    | 3    | 4      |
| 13   | Olympische atleten uit Rusland | 3    | 1    | 4      |
| 14   | Nederland                      | 0    | 2    | 2      |
| 15   | Zuid-Korea (gastland)          | 2    | 0    | 2      |
| 16   | Tsjechië                       | 0    | 0    | 0      |

- Landen met 0 punten namen deel aan de wereldkampioenschappen 2014 en/of 2015, deze landen zijn startgerechtigd voor het olympisch kwalificatietoernooi.[2]

### Kwalificatietoernooi
| land                           |
| ------------------------------ |
| Italië                         |
| Denemarken                     |
| Tsjechië                       |
| Olympische atleten uit Rusland |
| China                          |
| Finland                        |
| Duitsland                      |
| Nederland                      |

## Vrouwen

### Wereldkampioenschappen
| Legenda | Legenda                |
| ------- | ---------------------- |
|         | Gekwalificeerde landen |

| Rang | Land                           | 2016 | 2017 | Totaal |
| ---- | ------------------------------ | ---- | ---- | ------ |
| 1    | Canada                         | 9    | 14   | 23     |
| 2    | Olympische atleten uit Rusland | 10   | 12   | 22     |
| 3    | Zwitserland                    | 14   | 5    | 19     |
| 4    | Groot-Brittannië               | 8    | 10   | 18     |
| 5    | Verenigde Staten               | 7    | 8    | 15     |
| 6    | Zweden                         | 4    | 9    | 13     |
| 7    | Zuid-Korea (gastland)          | 6    | 7    | 13     |
| 8    | Japan                          | 12   | 0    | 12     |
| 9    | Duitsland                      | 3    | 4    | 7      |
| 10   | Tsjechië                       | 0    | 6    | 6      |
| 11   | Denemarken                     | 5    | 1    | 6      |
| 12   | Italië                         | 1    | 3    | 4      |
| 13   | China                          | 0    | 2    | 2      |
| 14   | Finland                        | 2    | 0    | 2      |
| 15   | Letland                        | 0    | 0    | 0      |
| 15   | Noorwegen                      | 0    | 0    | 0      |

- Landen met 0 punten namen deel aan de wereldkampioenschappen 2014 en/of 2015, deze landen zijn startgerechtigd voor het olympisch kwalificatietoernooi.[2]

### Kwalificatietoernooi
| land       |
| ---------- |
| China      |
| Denemarken |
| Italië     |
| Tsjechië   |
| Letland    |
| Duitsland  |
| Finland    |

## Gemengddubbel
| Legenda | Legenda                |
| ------- | ---------------------- |
|         | Gekwalificeerde landen |

| Rang | Land                           | 2016 | 2017 | Totaal |
| ---- | ------------------------------ | ---- | ---- | ------ |
| 1    | China                          | 12   | 10   | 22     |
| 2    | Canada                         | 8    | 12   | 20     |
| 3    | Olympische atleten uit Rusland | 14   | 4    | 18     |
| 4    | Zwitserland                    | 0    | 14   | 14     |
| 5    | Verenigde Staten               | 10   | 3    | 13     |
| 6    | Noorwegen                      | 4    | 8    | 12     |
| 7    | Finland                        | 6    | 6    | 12     |
| 8    | Groot-Brittannië               | 9    | 2    | 11     |
| 9    | Tsjechië                       | 0    | 9    | 9      |
| 10   | Zuid-Korea (gastland)          | 0    | 7    | 7      |
| 11   | Estland                        | 7    | 0    | 7      |
| 12   | Letland                        | 0    | 5    | 5      |
| 13   | Slowakije                      | 3    | 0    | 3      |
| 14   | Oostenrijk                     | 2    | 0    | 2      |
| 15   | Italië                         | 0    | 1    | 1      |
| 16   | Ierland                        | 1    | 0    | 1      |

- Engeland behaalde 5 punten in 2016, maar enkel Schotland kan punten scoren namens Groot-Brittannië.[1]